# Гвоздяк, Петер
Пе́тер Гво́здяк (словац. Peter Gvozdják, род. 16 ноября 1965 года) — словацкий шахматный композитор. Мастер ФИДЕ по решению шахматных композиций (2000), международный гроссмейстер по шахматной композиции (2012). Рейтинг в Альбомах ФИДЕ на 24 августа 2023 года — 119,89 балла.
Первую свою задачу составил в 1979 году. Специалист по различным циклическим видам перемены игры. Автор двух книг на эту тему — Cyclone (о циклических задачах 1949—1999 годов) и Cyclone 2 (за 2000–2009 годы).

## Достижения
- 4-й личный чемпионат мира по составлению шахматных композиций (WCCI 2007—2009)
  - 2-е место в разделе двухходовых задач
  - 2-е место в разделе трёхходовых задач
  - 2-е место в разделе сказочных шахмат
- 5-й Личный чемпионат мира по составлению шахматных композиций (WCCI 2010—2012)
  - 3-е место в разделе сказочных шахмат
- 6-й личный чемпионат мира по составлению шахматных композиций (WCCI 2013—2015)
  - 3-е место в разделе двухходовых задач
- 9-й личный чемпионат мира по составлению шахматных композиций (9th WCCI 2022—2024)[6]
  - 1-е место в разделе трёхходовых задач
  - 1-е место в разделе сказочных шахмат
- 9-й Кубок мира ФИДЕ (2021)
  - 3-й приз в разделе двухходовых задач
  - 3-й приз в разделе трёхходовых задач
- 10-й Кубок мира ФИДЕ (2022)
  - 2-й приз в разделе трёхходовых задач
  - 3-й приз в разделе сказочных шахмат
- 11-й Кубок мира ФИДЕ (2023)
  - 1-й приз в разделе двухходовых задач
  - 4-й приз в разделе трёхходовых задач
  - Специальный приз в разделе задач на обратный мат

## Избранные задачи
|   | a | b | c | d | e | f | g | h |   |
| - | --- | --- | --- | --- | --- | --- | --- | --- | - |
| 8 | b8 белый король · b7 чёрная пешка · f7 чёрная пешка · f6 белая ладья · h6 белый ферзь · a5 белый слон · d5 чёрный конь · e5 чёрный король · f5 белый слон · h5 белая пешка · c4 белая пешка · f4 белая ладья · b3 белый конь · d3 чёрная пешка · e3 чёрная ладья · b1 чёрный ферзь · h1 чёрная ладья | b8 белый король · b7 чёрная пешка · f7 чёрная пешка · f6 белая ладья · h6 белый ферзь · a5 белый слон · d5 чёрный конь · e5 чёрный король · f5 белый слон · h5 белая пешка · c4 белая пешка · f4 белая ладья · b3 белый конь · d3 чёрная пешка · e3 чёрная ладья · b1 чёрный ферзь · h1 чёрная ладья | b8 белый король · b7 чёрная пешка · f7 чёрная пешка · f6 белая ладья · h6 белый ферзь · a5 белый слон · d5 чёрный конь · e5 чёрный король · f5 белый слон · h5 белая пешка · c4 белая пешка · f4 белая ладья · b3 белый конь · d3 чёрная пешка · e3 чёрная ладья · b1 чёрный ферзь · h1 чёрная ладья | b8 белый король · b7 чёрная пешка · f7 чёрная пешка · f6 белая ладья · h6 белый ферзь · a5 белый слон · d5 чёрный конь · e5 чёрный король · f5 белый слон · h5 белая пешка · c4 белая пешка · f4 белая ладья · b3 белый конь · d3 чёрная пешка · e3 чёрная ладья · b1 чёрный ферзь · h1 чёрная ладья | b8 белый король · b7 чёрная пешка · f7 чёрная пешка · f6 белая ладья · h6 белый ферзь · a5 белый слон · d5 чёрный конь · e5 чёрный король · f5 белый слон · h5 белая пешка · c4 белая пешка · f4 белая ладья · b3 белый конь · d3 чёрная пешка · e3 чёрная ладья · b1 чёрный ферзь · h1 чёрная ладья | b8 белый король · b7 чёрная пешка · f7 чёрная пешка · f6 белая ладья · h6 белый ферзь · a5 белый слон · d5 чёрный конь · e5 чёрный король · f5 белый слон · h5 белая пешка · c4 белая пешка · f4 белая ладья · b3 белый конь · d3 чёрная пешка · e3 чёрная ладья · b1 чёрный ферзь · h1 чёрная ладья | b8 белый король · b7 чёрная пешка · f7 чёрная пешка · f6 белая ладья · h6 белый ферзь · a5 белый слон · d5 чёрный конь · e5 чёрный король · f5 белый слон · h5 белая пешка · c4 белая пешка · f4 белая ладья · b3 белый конь · d3 чёрная пешка · e3 чёрная ладья · b1 чёрный ферзь · h1 чёрная ладья | b8 белый король · b7 чёрная пешка · f7 чёрная пешка · f6 белая ладья · h6 белый ферзь · a5 белый слон · d5 чёрный конь · e5 чёрный король · f5 белый слон · h5 белая пешка · c4 белая пешка · f4 белая ладья · b3 белый конь · d3 чёрная пешка · e3 чёрная ладья · b1 чёрный ферзь · h1 чёрная ладья | 8 |
| 7 | b8 белый король · b7 чёрная пешка · f7 чёрная пешка · f6 белая ладья · h6 белый ферзь · a5 белый слон · d5 чёрный конь · e5 чёрный король · f5 белый слон · h5 белая пешка · c4 белая пешка · f4 белая ладья · b3 белый конь · d3 чёрная пешка · e3 чёрная ладья · b1 чёрный ферзь · h1 чёрная ладья | b8 белый король · b7 чёрная пешка · f7 чёрная пешка · f6 белая ладья · h6 белый ферзь · a5 белый слон · d5 чёрный конь · e5 чёрный король · f5 белый слон · h5 белая пешка · c4 белая пешка · f4 белая ладья · b3 белый конь · d3 чёрная пешка · e3 чёрная ладья · b1 чёрный ферзь · h1 чёрная ладья | b8 белый король · b7 чёрная пешка · f7 чёрная пешка · f6 белая ладья · h6 белый ферзь · a5 белый слон · d5 чёрный конь · e5 чёрный король · f5 белый слон · h5 белая пешка · c4 белая пешка · f4 белая ладья · b3 белый конь · d3 чёрная пешка · e3 чёрная ладья · b1 чёрный ферзь · h1 чёрная ладья | b8 белый король · b7 чёрная пешка · f7 чёрная пешка · f6 белая ладья · h6 белый ферзь · a5 белый слон · d5 чёрный конь · e5 чёрный король · f5 белый слон · h5 белая пешка · c4 белая пешка · f4 белая ладья · b3 белый конь · d3 чёрная пешка · e3 чёрная ладья · b1 чёрный ферзь · h1 чёрная ладья | b8 белый король · b7 чёрная пешка · f7 чёрная пешка · f6 белая ладья · h6 белый ферзь · a5 белый слон · d5 чёрный конь · e5 чёрный король · f5 белый слон · h5 белая пешка · c4 белая пешка · f4 белая ладья · b3 белый конь · d3 чёрная пешка · e3 чёрная ладья · b1 чёрный ферзь · h1 чёрная ладья | b8 белый король · b7 чёрная пешка · f7 чёрная пешка · f6 белая ладья · h6 белый ферзь · a5 белый слон · d5 чёрный конь · e5 чёрный король · f5 белый слон · h5 белая пешка · c4 белая пешка · f4 белая ладья · b3 белый конь · d3 чёрная пешка · e3 чёрная ладья · b1 чёрный ферзь · h1 чёрная ладья | b8 белый король · b7 чёрная пешка · f7 чёрная пешка · f6 белая ладья · h6 белый ферзь · a5 белый слон · d5 чёрный конь · e5 чёрный король · f5 белый слон · h5 белая пешка · c4 белая пешка · f4 белая ладья · b3 белый конь · d3 чёрная пешка · e3 чёрная ладья · b1 чёрный ферзь · h1 чёрная ладья | b8 белый король · b7 чёрная пешка · f7 чёрная пешка · f6 белая ладья · h6 белый ферзь · a5 белый слон · d5 чёрный конь · e5 чёрный король · f5 белый слон · h5 белая пешка · c4 белая пешка · f4 белая ладья · b3 белый конь · d3 чёрная пешка · e3 чёрная ладья · b1 чёрный ферзь · h1 чёрная ладья | 7 |
| 6 | b8 белый король · b7 чёрная пешка · f7 чёрная пешка · f6 белая ладья · h6 белый ферзь · a5 белый слон · d5 чёрный конь · e5 чёрный король · f5 белый слон · h5 белая пешка · c4 белая пешка · f4 белая ладья · b3 белый конь · d3 чёрная пешка · e3 чёрная ладья · b1 чёрный ферзь · h1 чёрная ладья | b8 белый король · b7 чёрная пешка · f7 чёрная пешка · f6 белая ладья · h6 белый ферзь · a5 белый слон · d5 чёрный конь · e5 чёрный король · f5 белый слон · h5 белая пешка · c4 белая пешка · f4 белая ладья · b3 белый конь · d3 чёрная пешка · e3 чёрная ладья · b1 чёрный ферзь · h1 чёрная ладья | b8 белый король · b7 чёрная пешка · f7 чёрная пешка · f6 белая ладья · h6 белый ферзь · a5 белый слон · d5 чёрный конь · e5 чёрный король · f5 белый слон · h5 белая пешка · c4 белая пешка · f4 белая ладья · b3 белый конь · d3 чёрная пешка · e3 чёрная ладья · b1 чёрный ферзь · h1 чёрная ладья | b8 белый король · b7 чёрная пешка · f7 чёрная пешка · f6 белая ладья · h6 белый ферзь · a5 белый слон · d5 чёрный конь · e5 чёрный король · f5 белый слон · h5 белая пешка · c4 белая пешка · f4 белая ладья · b3 белый конь · d3 чёрная пешка · e3 чёрная ладья · b1 чёрный ферзь · h1 чёрная ладья | b8 белый король · b7 чёрная пешка · f7 чёрная пешка · f6 белая ладья · h6 белый ферзь · a5 белый слон · d5 чёрный конь · e5 чёрный король · f5 белый слон · h5 белая пешка · c4 белая пешка · f4 белая ладья · b3 белый конь · d3 чёрная пешка · e3 чёрная ладья · b1 чёрный ферзь · h1 чёрная ладья | b8 белый король · b7 чёрная пешка · f7 чёрная пешка · f6 белая ладья · h6 белый ферзь · a5 белый слон · d5 чёрный конь · e5 чёрный король · f5 белый слон · h5 белая пешка · c4 белая пешка · f4 белая ладья · b3 белый конь · d3 чёрная пешка · e3 чёрная ладья · b1 чёрный ферзь · h1 чёрная ладья | b8 белый король · b7 чёрная пешка · f7 чёрная пешка · f6 белая ладья · h6 белый ферзь · a5 белый слон · d5 чёрный конь · e5 чёрный король · f5 белый слон · h5 белая пешка · c4 белая пешка · f4 белая ладья · b3 белый конь · d3 чёрная пешка · e3 чёрная ладья · b1 чёрный ферзь · h1 чёрная ладья | b8 белый король · b7 чёрная пешка · f7 чёрная пешка · f6 белая ладья · h6 белый ферзь · a5 белый слон · d5 чёрный конь · e5 чёрный король · f5 белый слон · h5 белая пешка · c4 белая пешка · f4 белая ладья · b3 белый конь · d3 чёрная пешка · e3 чёрная ладья · b1 чёрный ферзь · h1 чёрная ладья | 6 |
| 5 | b8 белый король · b7 чёрная пешка · f7 чёрная пешка · f6 белая ладья · h6 белый ферзь · a5 белый слон · d5 чёрный конь · e5 чёрный король · f5 белый слон · h5 белая пешка · c4 белая пешка · f4 белая ладья · b3 белый конь · d3 чёрная пешка · e3 чёрная ладья · b1 чёрный ферзь · h1 чёрная ладья | b8 белый король · b7 чёрная пешка · f7 чёрная пешка · f6 белая ладья · h6 белый ферзь · a5 белый слон · d5 чёрный конь · e5 чёрный король · f5 белый слон · h5 белая пешка · c4 белая пешка · f4 белая ладья · b3 белый конь · d3 чёрная пешка · e3 чёрная ладья · b1 чёрный ферзь · h1 чёрная ладья | b8 белый король · b7 чёрная пешка · f7 чёрная пешка · f6 белая ладья · h6 белый ферзь · a5 белый слон · d5 чёрный конь · e5 чёрный король · f5 белый слон · h5 белая пешка · c4 белая пешка · f4 белая ладья · b3 белый конь · d3 чёрная пешка · e3 чёрная ладья · b1 чёрный ферзь · h1 чёрная ладья | b8 белый король · b7 чёрная пешка · f7 чёрная пешка · f6 белая ладья · h6 белый ферзь · a5 белый слон · d5 чёрный конь · e5 чёрный король · f5 белый слон · h5 белая пешка · c4 белая пешка · f4 белая ладья · b3 белый конь · d3 чёрная пешка · e3 чёрная ладья · b1 чёрный ферзь · h1 чёрная ладья | b8 белый король · b7 чёрная пешка · f7 чёрная пешка · f6 белая ладья · h6 белый ферзь · a5 белый слон · d5 чёрный конь · e5 чёрный король · f5 белый слон · h5 белая пешка · c4 белая пешка · f4 белая ладья · b3 белый конь · d3 чёрная пешка · e3 чёрная ладья · b1 чёрный ферзь · h1 чёрная ладья | b8 белый король · b7 чёрная пешка · f7 чёрная пешка · f6 белая ладья · h6 белый ферзь · a5 белый слон · d5 чёрный конь · e5 чёрный король · f5 белый слон · h5 белая пешка · c4 белая пешка · f4 белая ладья · b3 белый конь · d3 чёрная пешка · e3 чёрная ладья · b1 чёрный ферзь · h1 чёрная ладья | b8 белый король · b7 чёрная пешка · f7 чёрная пешка · f6 белая ладья · h6 белый ферзь · a5 белый слон · d5 чёрный конь · e5 чёрный король · f5 белый слон · h5 белая пешка · c4 белая пешка · f4 белая ладья · b3 белый конь · d3 чёрная пешка · e3 чёрная ладья · b1 чёрный ферзь · h1 чёрная ладья | b8 белый король · b7 чёрная пешка · f7 чёрная пешка · f6 белая ладья · h6 белый ферзь · a5 белый слон · d5 чёрный конь · e5 чёрный король · f5 белый слон · h5 белая пешка · c4 белая пешка · f4 белая ладья · b3 белый конь · d3 чёрная пешка · e3 чёрная ладья · b1 чёрный ферзь · h1 чёрная ладья | 5 |
| 4 | b8 белый король · b7 чёрная пешка · f7 чёрная пешка · f6 белая ладья · h6 белый ферзь · a5 белый слон · d5 чёрный конь · e5 чёрный король · f5 белый слон · h5 белая пешка · c4 белая пешка · f4 белая ладья · b3 белый конь · d3 чёрная пешка · e3 чёрная ладья · b1 чёрный ферзь · h1 чёрная ладья | b8 белый король · b7 чёрная пешка · f7 чёрная пешка · f6 белая ладья · h6 белый ферзь · a5 белый слон · d5 чёрный конь · e5 чёрный король · f5 белый слон · h5 белая пешка · c4 белая пешка · f4 белая ладья · b3 белый конь · d3 чёрная пешка · e3 чёрная ладья · b1 чёрный ферзь · h1 чёрная ладья | b8 белый король · b7 чёрная пешка · f7 чёрная пешка · f6 белая ладья · h6 белый ферзь · a5 белый слон · d5 чёрный конь · e5 чёрный король · f5 белый слон · h5 белая пешка · c4 белая пешка · f4 белая ладья · b3 белый конь · d3 чёрная пешка · e3 чёрная ладья · b1 чёрный ферзь · h1 чёрная ладья | b8 белый король · b7 чёрная пешка · f7 чёрная пешка · f6 белая ладья · h6 белый ферзь · a5 белый слон · d5 чёрный конь · e5 чёрный король · f5 белый слон · h5 белая пешка · c4 белая пешка · f4 белая ладья · b3 белый конь · d3 чёрная пешка · e3 чёрная ладья · b1 чёрный ферзь · h1 чёрная ладья | b8 белый король · b7 чёрная пешка · f7 чёрная пешка · f6 белая ладья · h6 белый ферзь · a5 белый слон · d5 чёрный конь · e5 чёрный король · f5 белый слон · h5 белая пешка · c4 белая пешка · f4 белая ладья · b3 белый конь · d3 чёрная пешка · e3 чёрная ладья · b1 чёрный ферзь · h1 чёрная ладья | b8 белый король · b7 чёрная пешка · f7 чёрная пешка · f6 белая ладья · h6 белый ферзь · a5 белый слон · d5 чёрный конь · e5 чёрный король · f5 белый слон · h5 белая пешка · c4 белая пешка · f4 белая ладья · b3 белый конь · d3 чёрная пешка · e3 чёрная ладья · b1 чёрный ферзь · h1 чёрная ладья | b8 белый король · b7 чёрная пешка · f7 чёрная пешка · f6 белая ладья · h6 белый ферзь · a5 белый слон · d5 чёрный конь · e5 чёрный король · f5 белый слон · h5 белая пешка · c4 белая пешка · f4 белая ладья · b3 белый конь · d3 чёрная пешка · e3 чёрная ладья · b1 чёрный ферзь · h1 чёрная ладья | b8 белый король · b7 чёрная пешка · f7 чёрная пешка · f6 белая ладья · h6 белый ферзь · a5 белый слон · d5 чёрный конь · e5 чёрный король · f5 белый слон · h5 белая пешка · c4 белая пешка · f4 белая ладья · b3 белый конь · d3 чёрная пешка · e3 чёрная ладья · b1 чёрный ферзь · h1 чёрная ладья | 4 |
| 3 | b8 белый король · b7 чёрная пешка · f7 чёрная пешка · f6 белая ладья · h6 белый ферзь · a5 белый слон · d5 чёрный конь · e5 чёрный король · f5 белый слон · h5 белая пешка · c4 белая пешка · f4 белая ладья · b3 белый конь · d3 чёрная пешка · e3 чёрная ладья · b1 чёрный ферзь · h1 чёрная ладья | b8 белый король · b7 чёрная пешка · f7 чёрная пешка · f6 белая ладья · h6 белый ферзь · a5 белый слон · d5 чёрный конь · e5 чёрный король · f5 белый слон · h5 белая пешка · c4 белая пешка · f4 белая ладья · b3 белый конь · d3 чёрная пешка · e3 чёрная ладья · b1 чёрный ферзь · h1 чёрная ладья | b8 белый король · b7 чёрная пешка · f7 чёрная пешка · f6 белая ладья · h6 белый ферзь · a5 белый слон · d5 чёрный конь · e5 чёрный король · f5 белый слон · h5 белая пешка · c4 белая пешка · f4 белая ладья · b3 белый конь · d3 чёрная пешка · e3 чёрная ладья · b1 чёрный ферзь · h1 чёрная ладья | b8 белый король · b7 чёрная пешка · f7 чёрная пешка · f6 белая ладья · h6 белый ферзь · a5 белый слон · d5 чёрный конь · e5 чёрный король · f5 белый слон · h5 белая пешка · c4 белая пешка · f4 белая ладья · b3 белый конь · d3 чёрная пешка · e3 чёрная ладья · b1 чёрный ферзь · h1 чёрная ладья | b8 белый король · b7 чёрная пешка · f7 чёрная пешка · f6 белая ладья · h6 белый ферзь · a5 белый слон · d5 чёрный конь · e5 чёрный король · f5 белый слон · h5 белая пешка · c4 белая пешка · f4 белая ладья · b3 белый конь · d3 чёрная пешка · e3 чёрная ладья · b1 чёрный ферзь · h1 чёрная ладья | b8 белый король · b7 чёрная пешка · f7 чёрная пешка · f6 белая ладья · h6 белый ферзь · a5 белый слон · d5 чёрный конь · e5 чёрный король · f5 белый слон · h5 белая пешка · c4 белая пешка · f4 белая ладья · b3 белый конь · d3 чёрная пешка · e3 чёрная ладья · b1 чёрный ферзь · h1 чёрная ладья | b8 белый король · b7 чёрная пешка · f7 чёрная пешка · f6 белая ладья · h6 белый ферзь · a5 белый слон · d5 чёрный конь · e5 чёрный король · f5 белый слон · h5 белая пешка · c4 белая пешка · f4 белая ладья · b3 белый конь · d3 чёрная пешка · e3 чёрная ладья · b1 чёрный ферзь · h1 чёрная ладья | b8 белый король · b7 чёрная пешка · f7 чёрная пешка · f6 белая ладья · h6 белый ферзь · a5 белый слон · d5 чёрный конь · e5 чёрный король · f5 белый слон · h5 белая пешка · c4 белая пешка · f4 белая ладья · b3 белый конь · d3 чёрная пешка · e3 чёрная ладья · b1 чёрный ферзь · h1 чёрная ладья | 3 |
| 2 | b8 белый король · b7 чёрная пешка · f7 чёрная пешка · f6 белая ладья · h6 белый ферзь · a5 белый слон · d5 чёрный конь · e5 чёрный король · f5 белый слон · h5 белая пешка · c4 белая пешка · f4 белая ладья · b3 белый конь · d3 чёрная пешка · e3 чёрная ладья · b1 чёрный ферзь · h1 чёрная ладья | b8 белый король · b7 чёрная пешка · f7 чёрная пешка · f6 белая ладья · h6 белый ферзь · a5 белый слон · d5 чёрный конь · e5 чёрный король · f5 белый слон · h5 белая пешка · c4 белая пешка · f4 белая ладья · b3 белый конь · d3 чёрная пешка · e3 чёрная ладья · b1 чёрный ферзь · h1 чёрная ладья | b8 белый король · b7 чёрная пешка · f7 чёрная пешка · f6 белая ладья · h6 белый ферзь · a5 белый слон · d5 чёрный конь · e5 чёрный король · f5 белый слон · h5 белая пешка · c4 белая пешка · f4 белая ладья · b3 белый конь · d3 чёрная пешка · e3 чёрная ладья · b1 чёрный ферзь · h1 чёрная ладья | b8 белый король · b7 чёрная пешка · f7 чёрная пешка · f6 белая ладья · h6 белый ферзь · a5 белый слон · d5 чёрный конь · e5 чёрный король · f5 белый слон · h5 белая пешка · c4 белая пешка · f4 белая ладья · b3 белый конь · d3 чёрная пешка · e3 чёрная ладья · b1 чёрный ферзь · h1 чёрная ладья | b8 белый король · b7 чёрная пешка · f7 чёрная пешка · f6 белая ладья · h6 белый ферзь · a5 белый слон · d5 чёрный конь · e5 чёрный король · f5 белый слон · h5 белая пешка · c4 белая пешка · f4 белая ладья · b3 белый конь · d3 чёрная пешка · e3 чёрная ладья · b1 чёрный ферзь · h1 чёрная ладья | b8 белый король · b7 чёрная пешка · f7 чёрная пешка · f6 белая ладья · h6 белый ферзь · a5 белый слон · d5 чёрный конь · e5 чёрный король · f5 белый слон · h5 белая пешка · c4 белая пешка · f4 белая ладья · b3 белый конь · d3 чёрная пешка · e3 чёрная ладья · b1 чёрный ферзь · h1 чёрная ладья | b8 белый король · b7 чёрная пешка · f7 чёрная пешка · f6 белая ладья · h6 белый ферзь · a5 белый слон · d5 чёрный конь · e5 чёрный король · f5 белый слон · h5 белая пешка · c4 белая пешка · f4 белая ладья · b3 белый конь · d3 чёрная пешка · e3 чёрная ладья · b1 чёрный ферзь · h1 чёрная ладья | b8 белый король · b7 чёрная пешка · f7 чёрная пешка · f6 белая ладья · h6 белый ферзь · a5 белый слон · d5 чёрный конь · e5 чёрный король · f5 белый слон · h5 белая пешка · c4 белая пешка · f4 белая ладья · b3 белый конь · d3 чёрная пешка · e3 чёрная ладья · b1 чёрный ферзь · h1 чёрная ладья | 2 |
| 1 | b8 белый король · b7 чёрная пешка · f7 чёрная пешка · f6 белая ладья · h6 белый ферзь · a5 белый слон · d5 чёрный конь · e5 чёрный король · f5 белый слон · h5 белая пешка · c4 белая пешка · f4 белая ладья · b3 белый конь · d3 чёрная пешка · e3 чёрная ладья · b1 чёрный ферзь · h1 чёрная ладья | b8 белый король · b7 чёрная пешка · f7 чёрная пешка · f6 белая ладья · h6 белый ферзь · a5 белый слон · d5 чёрный конь · e5 чёрный король · f5 белый слон · h5 белая пешка · c4 белая пешка · f4 белая ладья · b3 белый конь · d3 чёрная пешка · e3 чёрная ладья · b1 чёрный ферзь · h1 чёрная ладья | b8 белый король · b7 чёрная пешка · f7 чёрная пешка · f6 белая ладья · h6 белый ферзь · a5 белый слон · d5 чёрный конь · e5 чёрный король · f5 белый слон · h5 белая пешка · c4 белая пешка · f4 белая ладья · b3 белый конь · d3 чёрная пешка · e3 чёрная ладья · b1 чёрный ферзь · h1 чёрная ладья | b8 белый король · b7 чёрная пешка · f7 чёрная пешка · f6 белая ладья · h6 белый ферзь · a5 белый слон · d5 чёрный конь · e5 чёрный король · f5 белый слон · h5 белая пешка · c4 белая пешка · f4 белая ладья · b3 белый конь · d3 чёрная пешка · e3 чёрная ладья · b1 чёрный ферзь · h1 чёрная ладья | b8 белый король · b7 чёрная пешка · f7 чёрная пешка · f6 белая ладья · h6 белый ферзь · a5 белый слон · d5 чёрный конь · e5 чёрный король · f5 белый слон · h5 белая пешка · c4 белая пешка · f4 белая ладья · b3 белый конь · d3 чёрная пешка · e3 чёрная ладья · b1 чёрный ферзь · h1 чёрная ладья | b8 белый король · b7 чёрная пешка · f7 чёрная пешка · f6 белая ладья · h6 белый ферзь · a5 белый слон · d5 чёрный конь · e5 чёрный король · f5 белый слон · h5 белая пешка · c4 белая пешка · f4 белая ладья · b3 белый конь · d3 чёрная пешка · e3 чёрная ладья · b1 чёрный ферзь · h1 чёрная ладья | b8 белый король · b7 чёрная пешка · f7 чёрная пешка · f6 белая ладья · h6 белый ферзь · a5 белый слон · d5 чёрный конь · e5 чёрный король · f5 белый слон · h5 белая пешка · c4 белая пешка · f4 белая ладья · b3 белый конь · d3 чёрная пешка · e3 чёрная ладья · b1 чёрный ферзь · h1 чёрная ладья | b8 белый король · b7 чёрная пешка · f7 чёрная пешка · f6 белая ладья · h6 белый ферзь · a5 белый слон · d5 чёрный конь · e5 чёрный король · f5 белый слон · h5 белая пешка · c4 белая пешка · f4 белая ладья · b3 белый конь · d3 чёрная пешка · e3 чёрная ладья · b1 чёрный ферзь · h1 чёрная ладья | 1 |
|   | a | b | c | d | e | f | g | h |   |

1.Кc5? (угроза 2.Кd7#)

1…К:f4 (a) 2.Сc3# (A)

1…К:f6 (b) 2.Сc7# (B), но 1…Фb5!
1.Лd4? (угроза 2.Л:d5#)

1…Кf4 (a) 2.Сc7# (B)

1…К:f6 (b) 2.Фf4# (C), но 1…Кb6!
1.Сe4? (угрозы 2.Л6f5#, 2.Фg5#)

1…К:f4 (a) 2.Ф:f4# (C)
 
1…К:f6 (b) 2.Ф:f6# (D), но 1…Ф:b3!
1.Лb6! (угроза 2.Фd6#)

1…К:f4 (a) 2.Ф:f6# (D)

1…Кf6 (b) 2.Сc3# (A)
Впервые в ортодоксальной композиции реализован 4-фазный цикл Райса (по классификации П. Гвоздяка), представляющий собой циклическую форму темы Загоруйко.
|   | a | b | c | d | e | f | g | h |   |
| - | --- | --- | --- | --- | --- | --- | --- | --- | - |
| 8 | e8 белая ладья · g8 белый слон · a7 белый король · b7 чёрная пешка · f7 чёрный слон · a6 чёрная пешка · b6 белая пешка · f6 чёрная пешка · h6 чёрный конь · d5 чёрный король · e5 белый конь · f5 белая пешка · h5 чёрный конь · a4 белая ладья · d4 белый конь · f4 белая пешка · b3 белая пешка · e3 белая пешка · b2 белый слон · d2 белая пешка · e2 чёрная ладья · a1 чёрный слон | e8 белая ладья · g8 белый слон · a7 белый король · b7 чёрная пешка · f7 чёрный слон · a6 чёрная пешка · b6 белая пешка · f6 чёрная пешка · h6 чёрный конь · d5 чёрный король · e5 белый конь · f5 белая пешка · h5 чёрный конь · a4 белая ладья · d4 белый конь · f4 белая пешка · b3 белая пешка · e3 белая пешка · b2 белый слон · d2 белая пешка · e2 чёрная ладья · a1 чёрный слон | e8 белая ладья · g8 белый слон · a7 белый король · b7 чёрная пешка · f7 чёрный слон · a6 чёрная пешка · b6 белая пешка · f6 чёрная пешка · h6 чёрный конь · d5 чёрный король · e5 белый конь · f5 белая пешка · h5 чёрный конь · a4 белая ладья · d4 белый конь · f4 белая пешка · b3 белая пешка · e3 белая пешка · b2 белый слон · d2 белая пешка · e2 чёрная ладья · a1 чёрный слон | e8 белая ладья · g8 белый слон · a7 белый король · b7 чёрная пешка · f7 чёрный слон · a6 чёрная пешка · b6 белая пешка · f6 чёрная пешка · h6 чёрный конь · d5 чёрный король · e5 белый конь · f5 белая пешка · h5 чёрный конь · a4 белая ладья · d4 белый конь · f4 белая пешка · b3 белая пешка · e3 белая пешка · b2 белый слон · d2 белая пешка · e2 чёрная ладья · a1 чёрный слон | e8 белая ладья · g8 белый слон · a7 белый король · b7 чёрная пешка · f7 чёрный слон · a6 чёрная пешка · b6 белая пешка · f6 чёрная пешка · h6 чёрный конь · d5 чёрный король · e5 белый конь · f5 белая пешка · h5 чёрный конь · a4 белая ладья · d4 белый конь · f4 белая пешка · b3 белая пешка · e3 белая пешка · b2 белый слон · d2 белая пешка · e2 чёрная ладья · a1 чёрный слон | e8 белая ладья · g8 белый слон · a7 белый король · b7 чёрная пешка · f7 чёрный слон · a6 чёрная пешка · b6 белая пешка · f6 чёрная пешка · h6 чёрный конь · d5 чёрный король · e5 белый конь · f5 белая пешка · h5 чёрный конь · a4 белая ладья · d4 белый конь · f4 белая пешка · b3 белая пешка · e3 белая пешка · b2 белый слон · d2 белая пешка · e2 чёрная ладья · a1 чёрный слон | e8 белая ладья · g8 белый слон · a7 белый король · b7 чёрная пешка · f7 чёрный слон · a6 чёрная пешка · b6 белая пешка · f6 чёрная пешка · h6 чёрный конь · d5 чёрный король · e5 белый конь · f5 белая пешка · h5 чёрный конь · a4 белая ладья · d4 белый конь · f4 белая пешка · b3 белая пешка · e3 белая пешка · b2 белый слон · d2 белая пешка · e2 чёрная ладья · a1 чёрный слон | e8 белая ладья · g8 белый слон · a7 белый король · b7 чёрная пешка · f7 чёрный слон · a6 чёрная пешка · b6 белая пешка · f6 чёрная пешка · h6 чёрный конь · d5 чёрный король · e5 белый конь · f5 белая пешка · h5 чёрный конь · a4 белая ладья · d4 белый конь · f4 белая пешка · b3 белая пешка · e3 белая пешка · b2 белый слон · d2 белая пешка · e2 чёрная ладья · a1 чёрный слон | 8 |
| 7 | e8 белая ладья · g8 белый слон · a7 белый король · b7 чёрная пешка · f7 чёрный слон · a6 чёрная пешка · b6 белая пешка · f6 чёрная пешка · h6 чёрный конь · d5 чёрный король · e5 белый конь · f5 белая пешка · h5 чёрный конь · a4 белая ладья · d4 белый конь · f4 белая пешка · b3 белая пешка · e3 белая пешка · b2 белый слон · d2 белая пешка · e2 чёрная ладья · a1 чёрный слон | e8 белая ладья · g8 белый слон · a7 белый король · b7 чёрная пешка · f7 чёрный слон · a6 чёрная пешка · b6 белая пешка · f6 чёрная пешка · h6 чёрный конь · d5 чёрный король · e5 белый конь · f5 белая пешка · h5 чёрный конь · a4 белая ладья · d4 белый конь · f4 белая пешка · b3 белая пешка · e3 белая пешка · b2 белый слон · d2 белая пешка · e2 чёрная ладья · a1 чёрный слон | e8 белая ладья · g8 белый слон · a7 белый король · b7 чёрная пешка · f7 чёрный слон · a6 чёрная пешка · b6 белая пешка · f6 чёрная пешка · h6 чёрный конь · d5 чёрный король · e5 белый конь · f5 белая пешка · h5 чёрный конь · a4 белая ладья · d4 белый конь · f4 белая пешка · b3 белая пешка · e3 белая пешка · b2 белый слон · d2 белая пешка · e2 чёрная ладья · a1 чёрный слон | e8 белая ладья · g8 белый слон · a7 белый король · b7 чёрная пешка · f7 чёрный слон · a6 чёрная пешка · b6 белая пешка · f6 чёрная пешка · h6 чёрный конь · d5 чёрный король · e5 белый конь · f5 белая пешка · h5 чёрный конь · a4 белая ладья · d4 белый конь · f4 белая пешка · b3 белая пешка · e3 белая пешка · b2 белый слон · d2 белая пешка · e2 чёрная ладья · a1 чёрный слон | e8 белая ладья · g8 белый слон · a7 белый король · b7 чёрная пешка · f7 чёрный слон · a6 чёрная пешка · b6 белая пешка · f6 чёрная пешка · h6 чёрный конь · d5 чёрный король · e5 белый конь · f5 белая пешка · h5 чёрный конь · a4 белая ладья · d4 белый конь · f4 белая пешка · b3 белая пешка · e3 белая пешка · b2 белый слон · d2 белая пешка · e2 чёрная ладья · a1 чёрный слон | e8 белая ладья · g8 белый слон · a7 белый король · b7 чёрная пешка · f7 чёрный слон · a6 чёрная пешка · b6 белая пешка · f6 чёрная пешка · h6 чёрный конь · d5 чёрный король · e5 белый конь · f5 белая пешка · h5 чёрный конь · a4 белая ладья · d4 белый конь · f4 белая пешка · b3 белая пешка · e3 белая пешка · b2 белый слон · d2 белая пешка · e2 чёрная ладья · a1 чёрный слон | e8 белая ладья · g8 белый слон · a7 белый король · b7 чёрная пешка · f7 чёрный слон · a6 чёрная пешка · b6 белая пешка · f6 чёрная пешка · h6 чёрный конь · d5 чёрный король · e5 белый конь · f5 белая пешка · h5 чёрный конь · a4 белая ладья · d4 белый конь · f4 белая пешка · b3 белая пешка · e3 белая пешка · b2 белый слон · d2 белая пешка · e2 чёрная ладья · a1 чёрный слон | e8 белая ладья · g8 белый слон · a7 белый король · b7 чёрная пешка · f7 чёрный слон · a6 чёрная пешка · b6 белая пешка · f6 чёрная пешка · h6 чёрный конь · d5 чёрный король · e5 белый конь · f5 белая пешка · h5 чёрный конь · a4 белая ладья · d4 белый конь · f4 белая пешка · b3 белая пешка · e3 белая пешка · b2 белый слон · d2 белая пешка · e2 чёрная ладья · a1 чёрный слон | 7 |
| 6 | e8 белая ладья · g8 белый слон · a7 белый король · b7 чёрная пешка · f7 чёрный слон · a6 чёрная пешка · b6 белая пешка · f6 чёрная пешка · h6 чёрный конь · d5 чёрный король · e5 белый конь · f5 белая пешка · h5 чёрный конь · a4 белая ладья · d4 белый конь · f4 белая пешка · b3 белая пешка · e3 белая пешка · b2 белый слон · d2 белая пешка · e2 чёрная ладья · a1 чёрный слон | e8 белая ладья · g8 белый слон · a7 белый король · b7 чёрная пешка · f7 чёрный слон · a6 чёрная пешка · b6 белая пешка · f6 чёрная пешка · h6 чёрный конь · d5 чёрный король · e5 белый конь · f5 белая пешка · h5 чёрный конь · a4 белая ладья · d4 белый конь · f4 белая пешка · b3 белая пешка · e3 белая пешка · b2 белый слон · d2 белая пешка · e2 чёрная ладья · a1 чёрный слон | e8 белая ладья · g8 белый слон · a7 белый король · b7 чёрная пешка · f7 чёрный слон · a6 чёрная пешка · b6 белая пешка · f6 чёрная пешка · h6 чёрный конь · d5 чёрный король · e5 белый конь · f5 белая пешка · h5 чёрный конь · a4 белая ладья · d4 белый конь · f4 белая пешка · b3 белая пешка · e3 белая пешка · b2 белый слон · d2 белая пешка · e2 чёрная ладья · a1 чёрный слон | e8 белая ладья · g8 белый слон · a7 белый король · b7 чёрная пешка · f7 чёрный слон · a6 чёрная пешка · b6 белая пешка · f6 чёрная пешка · h6 чёрный конь · d5 чёрный король · e5 белый конь · f5 белая пешка · h5 чёрный конь · a4 белая ладья · d4 белый конь · f4 белая пешка · b3 белая пешка · e3 белая пешка · b2 белый слон · d2 белая пешка · e2 чёрная ладья · a1 чёрный слон | e8 белая ладья · g8 белый слон · a7 белый король · b7 чёрная пешка · f7 чёрный слон · a6 чёрная пешка · b6 белая пешка · f6 чёрная пешка · h6 чёрный конь · d5 чёрный король · e5 белый конь · f5 белая пешка · h5 чёрный конь · a4 белая ладья · d4 белый конь · f4 белая пешка · b3 белая пешка · e3 белая пешка · b2 белый слон · d2 белая пешка · e2 чёрная ладья · a1 чёрный слон | e8 белая ладья · g8 белый слон · a7 белый король · b7 чёрная пешка · f7 чёрный слон · a6 чёрная пешка · b6 белая пешка · f6 чёрная пешка · h6 чёрный конь · d5 чёрный король · e5 белый конь · f5 белая пешка · h5 чёрный конь · a4 белая ладья · d4 белый конь · f4 белая пешка · b3 белая пешка · e3 белая пешка · b2 белый слон · d2 белая пешка · e2 чёрная ладья · a1 чёрный слон | e8 белая ладья · g8 белый слон · a7 белый король · b7 чёрная пешка · f7 чёрный слон · a6 чёрная пешка · b6 белая пешка · f6 чёрная пешка · h6 чёрный конь · d5 чёрный король · e5 белый конь · f5 белая пешка · h5 чёрный конь · a4 белая ладья · d4 белый конь · f4 белая пешка · b3 белая пешка · e3 белая пешка · b2 белый слон · d2 белая пешка · e2 чёрная ладья · a1 чёрный слон | e8 белая ладья · g8 белый слон · a7 белый король · b7 чёрная пешка · f7 чёрный слон · a6 чёрная пешка · b6 белая пешка · f6 чёрная пешка · h6 чёрный конь · d5 чёрный король · e5 белый конь · f5 белая пешка · h5 чёрный конь · a4 белая ладья · d4 белый конь · f4 белая пешка · b3 белая пешка · e3 белая пешка · b2 белый слон · d2 белая пешка · e2 чёрная ладья · a1 чёрный слон | 6 |
| 5 | e8 белая ладья · g8 белый слон · a7 белый король · b7 чёрная пешка · f7 чёрный слон · a6 чёрная пешка · b6 белая пешка · f6 чёрная пешка · h6 чёрный конь · d5 чёрный король · e5 белый конь · f5 белая пешка · h5 чёрный конь · a4 белая ладья · d4 белый конь · f4 белая пешка · b3 белая пешка · e3 белая пешка · b2 белый слон · d2 белая пешка · e2 чёрная ладья · a1 чёрный слон | e8 белая ладья · g8 белый слон · a7 белый король · b7 чёрная пешка · f7 чёрный слон · a6 чёрная пешка · b6 белая пешка · f6 чёрная пешка · h6 чёрный конь · d5 чёрный король · e5 белый конь · f5 белая пешка · h5 чёрный конь · a4 белая ладья · d4 белый конь · f4 белая пешка · b3 белая пешка · e3 белая пешка · b2 белый слон · d2 белая пешка · e2 чёрная ладья · a1 чёрный слон | e8 белая ладья · g8 белый слон · a7 белый король · b7 чёрная пешка · f7 чёрный слон · a6 чёрная пешка · b6 белая пешка · f6 чёрная пешка · h6 чёрный конь · d5 чёрный король · e5 белый конь · f5 белая пешка · h5 чёрный конь · a4 белая ладья · d4 белый конь · f4 белая пешка · b3 белая пешка · e3 белая пешка · b2 белый слон · d2 белая пешка · e2 чёрная ладья · a1 чёрный слон | e8 белая ладья · g8 белый слон · a7 белый король · b7 чёрная пешка · f7 чёрный слон · a6 чёрная пешка · b6 белая пешка · f6 чёрная пешка · h6 чёрный конь · d5 чёрный король · e5 белый конь · f5 белая пешка · h5 чёрный конь · a4 белая ладья · d4 белый конь · f4 белая пешка · b3 белая пешка · e3 белая пешка · b2 белый слон · d2 белая пешка · e2 чёрная ладья · a1 чёрный слон | e8 белая ладья · g8 белый слон · a7 белый король · b7 чёрная пешка · f7 чёрный слон · a6 чёрная пешка · b6 белая пешка · f6 чёрная пешка · h6 чёрный конь · d5 чёрный король · e5 белый конь · f5 белая пешка · h5 чёрный конь · a4 белая ладья · d4 белый конь · f4 белая пешка · b3 белая пешка · e3 белая пешка · b2 белый слон · d2 белая пешка · e2 чёрная ладья · a1 чёрный слон | e8 белая ладья · g8 белый слон · a7 белый король · b7 чёрная пешка · f7 чёрный слон · a6 чёрная пешка · b6 белая пешка · f6 чёрная пешка · h6 чёрный конь · d5 чёрный король · e5 белый конь · f5 белая пешка · h5 чёрный конь · a4 белая ладья · d4 белый конь · f4 белая пешка · b3 белая пешка · e3 белая пешка · b2 белый слон · d2 белая пешка · e2 чёрная ладья · a1 чёрный слон | e8 белая ладья · g8 белый слон · a7 белый король · b7 чёрная пешка · f7 чёрный слон · a6 чёрная пешка · b6 белая пешка · f6 чёрная пешка · h6 чёрный конь · d5 чёрный король · e5 белый конь · f5 белая пешка · h5 чёрный конь · a4 белая ладья · d4 белый конь · f4 белая пешка · b3 белая пешка · e3 белая пешка · b2 белый слон · d2 белая пешка · e2 чёрная ладья · a1 чёрный слон | e8 белая ладья · g8 белый слон · a7 белый король · b7 чёрная пешка · f7 чёрный слон · a6 чёрная пешка · b6 белая пешка · f6 чёрная пешка · h6 чёрный конь · d5 чёрный король · e5 белый конь · f5 белая пешка · h5 чёрный конь · a4 белая ладья · d4 белый конь · f4 белая пешка · b3 белая пешка · e3 белая пешка · b2 белый слон · d2 белая пешка · e2 чёрная ладья · a1 чёрный слон | 5 |
| 4 | e8 белая ладья · g8 белый слон · a7 белый король · b7 чёрная пешка · f7 чёрный слон · a6 чёрная пешка · b6 белая пешка · f6 чёрная пешка · h6 чёрный конь · d5 чёрный король · e5 белый конь · f5 белая пешка · h5 чёрный конь · a4 белая ладья · d4 белый конь · f4 белая пешка · b3 белая пешка · e3 белая пешка · b2 белый слон · d2 белая пешка · e2 чёрная ладья · a1 чёрный слон | e8 белая ладья · g8 белый слон · a7 белый король · b7 чёрная пешка · f7 чёрный слон · a6 чёрная пешка · b6 белая пешка · f6 чёрная пешка · h6 чёрный конь · d5 чёрный король · e5 белый конь · f5 белая пешка · h5 чёрный конь · a4 белая ладья · d4 белый конь · f4 белая пешка · b3 белая пешка · e3 белая пешка · b2 белый слон · d2 белая пешка · e2 чёрная ладья · a1 чёрный слон | e8 белая ладья · g8 белый слон · a7 белый король · b7 чёрная пешка · f7 чёрный слон · a6 чёрная пешка · b6 белая пешка · f6 чёрная пешка · h6 чёрный конь · d5 чёрный король · e5 белый конь · f5 белая пешка · h5 чёрный конь · a4 белая ладья · d4 белый конь · f4 белая пешка · b3 белая пешка · e3 белая пешка · b2 белый слон · d2 белая пешка · e2 чёрная ладья · a1 чёрный слон | e8 белая ладья · g8 белый слон · a7 белый король · b7 чёрная пешка · f7 чёрный слон · a6 чёрная пешка · b6 белая пешка · f6 чёрная пешка · h6 чёрный конь · d5 чёрный король · e5 белый конь · f5 белая пешка · h5 чёрный конь · a4 белая ладья · d4 белый конь · f4 белая пешка · b3 белая пешка · e3 белая пешка · b2 белый слон · d2 белая пешка · e2 чёрная ладья · a1 чёрный слон | e8 белая ладья · g8 белый слон · a7 белый король · b7 чёрная пешка · f7 чёрный слон · a6 чёрная пешка · b6 белая пешка · f6 чёрная пешка · h6 чёрный конь · d5 чёрный король · e5 белый конь · f5 белая пешка · h5 чёрный конь · a4 белая ладья · d4 белый конь · f4 белая пешка · b3 белая пешка · e3 белая пешка · b2 белый слон · d2 белая пешка · e2 чёрная ладья · a1 чёрный слон | e8 белая ладья · g8 белый слон · a7 белый король · b7 чёрная пешка · f7 чёрный слон · a6 чёрная пешка · b6 белая пешка · f6 чёрная пешка · h6 чёрный конь · d5 чёрный король · e5 белый конь · f5 белая пешка · h5 чёрный конь · a4 белая ладья · d4 белый конь · f4 белая пешка · b3 белая пешка · e3 белая пешка · b2 белый слон · d2 белая пешка · e2 чёрная ладья · a1 чёрный слон | e8 белая ладья · g8 белый слон · a7 белый король · b7 чёрная пешка · f7 чёрный слон · a6 чёрная пешка · b6 белая пешка · f6 чёрная пешка · h6 чёрный конь · d5 чёрный король · e5 белый конь · f5 белая пешка · h5 чёрный конь · a4 белая ладья · d4 белый конь · f4 белая пешка · b3 белая пешка · e3 белая пешка · b2 белый слон · d2 белая пешка · e2 чёрная ладья · a1 чёрный слон | e8 белая ладья · g8 белый слон · a7 белый король · b7 чёрная пешка · f7 чёрный слон · a6 чёрная пешка · b6 белая пешка · f6 чёрная пешка · h6 чёрный конь · d5 чёрный король · e5 белый конь · f5 белая пешка · h5 чёрный конь · a4 белая ладья · d4 белый конь · f4 белая пешка · b3 белая пешка · e3 белая пешка · b2 белый слон · d2 белая пешка · e2 чёрная ладья · a1 чёрный слон | 4 |
| 3 | e8 белая ладья · g8 белый слон · a7 белый король · b7 чёрная пешка · f7 чёрный слон · a6 чёрная пешка · b6 белая пешка · f6 чёрная пешка · h6 чёрный конь · d5 чёрный король · e5 белый конь · f5 белая пешка · h5 чёрный конь · a4 белая ладья · d4 белый конь · f4 белая пешка · b3 белая пешка · e3 белая пешка · b2 белый слон · d2 белая пешка · e2 чёрная ладья · a1 чёрный слон | e8 белая ладья · g8 белый слон · a7 белый король · b7 чёрная пешка · f7 чёрный слон · a6 чёрная пешка · b6 белая пешка · f6 чёрная пешка · h6 чёрный конь · d5 чёрный король · e5 белый конь · f5 белая пешка · h5 чёрный конь · a4 белая ладья · d4 белый конь · f4 белая пешка · b3 белая пешка · e3 белая пешка · b2 белый слон · d2 белая пешка · e2 чёрная ладья · a1 чёрный слон | e8 белая ладья · g8 белый слон · a7 белый король · b7 чёрная пешка · f7 чёрный слон · a6 чёрная пешка · b6 белая пешка · f6 чёрная пешка · h6 чёрный конь · d5 чёрный король · e5 белый конь · f5 белая пешка · h5 чёрный конь · a4 белая ладья · d4 белый конь · f4 белая пешка · b3 белая пешка · e3 белая пешка · b2 белый слон · d2 белая пешка · e2 чёрная ладья · a1 чёрный слон | e8 белая ладья · g8 белый слон · a7 белый король · b7 чёрная пешка · f7 чёрный слон · a6 чёрная пешка · b6 белая пешка · f6 чёрная пешка · h6 чёрный конь · d5 чёрный король · e5 белый конь · f5 белая пешка · h5 чёрный конь · a4 белая ладья · d4 белый конь · f4 белая пешка · b3 белая пешка · e3 белая пешка · b2 белый слон · d2 белая пешка · e2 чёрная ладья · a1 чёрный слон | e8 белая ладья · g8 белый слон · a7 белый король · b7 чёрная пешка · f7 чёрный слон · a6 чёрная пешка · b6 белая пешка · f6 чёрная пешка · h6 чёрный конь · d5 чёрный король · e5 белый конь · f5 белая пешка · h5 чёрный конь · a4 белая ладья · d4 белый конь · f4 белая пешка · b3 белая пешка · e3 белая пешка · b2 белый слон · d2 белая пешка · e2 чёрная ладья · a1 чёрный слон | e8 белая ладья · g8 белый слон · a7 белый король · b7 чёрная пешка · f7 чёрный слон · a6 чёрная пешка · b6 белая пешка · f6 чёрная пешка · h6 чёрный конь · d5 чёрный король · e5 белый конь · f5 белая пешка · h5 чёрный конь · a4 белая ладья · d4 белый конь · f4 белая пешка · b3 белая пешка · e3 белая пешка · b2 белый слон · d2 белая пешка · e2 чёрная ладья · a1 чёрный слон | e8 белая ладья · g8 белый слон · a7 белый король · b7 чёрная пешка · f7 чёрный слон · a6 чёрная пешка · b6 белая пешка · f6 чёрная пешка · h6 чёрный конь · d5 чёрный король · e5 белый конь · f5 белая пешка · h5 чёрный конь · a4 белая ладья · d4 белый конь · f4 белая пешка · b3 белая пешка · e3 белая пешка · b2 белый слон · d2 белая пешка · e2 чёрная ладья · a1 чёрный слон | e8 белая ладья · g8 белый слон · a7 белый король · b7 чёрная пешка · f7 чёрный слон · a6 чёрная пешка · b6 белая пешка · f6 чёрная пешка · h6 чёрный конь · d5 чёрный король · e5 белый конь · f5 белая пешка · h5 чёрный конь · a4 белая ладья · d4 белый конь · f4 белая пешка · b3 белая пешка · e3 белая пешка · b2 белый слон · d2 белая пешка · e2 чёрная ладья · a1 чёрный слон | 3 |
| 2 | e8 белая ладья · g8 белый слон · a7 белый король · b7 чёрная пешка · f7 чёрный слон · a6 чёрная пешка · b6 белая пешка · f6 чёрная пешка · h6 чёрный конь · d5 чёрный король · e5 белый конь · f5 белая пешка · h5 чёрный конь · a4 белая ладья · d4 белый конь · f4 белая пешка · b3 белая пешка · e3 белая пешка · b2 белый слон · d2 белая пешка · e2 чёрная ладья · a1 чёрный слон | e8 белая ладья · g8 белый слон · a7 белый король · b7 чёрная пешка · f7 чёрный слон · a6 чёрная пешка · b6 белая пешка · f6 чёрная пешка · h6 чёрный конь · d5 чёрный король · e5 белый конь · f5 белая пешка · h5 чёрный конь · a4 белая ладья · d4 белый конь · f4 белая пешка · b3 белая пешка · e3 белая пешка · b2 белый слон · d2 белая пешка · e2 чёрная ладья · a1 чёрный слон | e8 белая ладья · g8 белый слон · a7 белый король · b7 чёрная пешка · f7 чёрный слон · a6 чёрная пешка · b6 белая пешка · f6 чёрная пешка · h6 чёрный конь · d5 чёрный король · e5 белый конь · f5 белая пешка · h5 чёрный конь · a4 белая ладья · d4 белый конь · f4 белая пешка · b3 белая пешка · e3 белая пешка · b2 белый слон · d2 белая пешка · e2 чёрная ладья · a1 чёрный слон | e8 белая ладья · g8 белый слон · a7 белый король · b7 чёрная пешка · f7 чёрный слон · a6 чёрная пешка · b6 белая пешка · f6 чёрная пешка · h6 чёрный конь · d5 чёрный король · e5 белый конь · f5 белая пешка · h5 чёрный конь · a4 белая ладья · d4 белый конь · f4 белая пешка · b3 белая пешка · e3 белая пешка · b2 белый слон · d2 белая пешка · e2 чёрная ладья · a1 чёрный слон | e8 белая ладья · g8 белый слон · a7 белый король · b7 чёрная пешка · f7 чёрный слон · a6 чёрная пешка · b6 белая пешка · f6 чёрная пешка · h6 чёрный конь · d5 чёрный король · e5 белый конь · f5 белая пешка · h5 чёрный конь · a4 белая ладья · d4 белый конь · f4 белая пешка · b3 белая пешка · e3 белая пешка · b2 белый слон · d2 белая пешка · e2 чёрная ладья · a1 чёрный слон | e8 белая ладья · g8 белый слон · a7 белый король · b7 чёрная пешка · f7 чёрный слон · a6 чёрная пешка · b6 белая пешка · f6 чёрная пешка · h6 чёрный конь · d5 чёрный король · e5 белый конь · f5 белая пешка · h5 чёрный конь · a4 белая ладья · d4 белый конь · f4 белая пешка · b3 белая пешка · e3 белая пешка · b2 белый слон · d2 белая пешка · e2 чёрная ладья · a1 чёрный слон | e8 белая ладья · g8 белый слон · a7 белый король · b7 чёрная пешка · f7 чёрный слон · a6 чёрная пешка · b6 белая пешка · f6 чёрная пешка · h6 чёрный конь · d5 чёрный король · e5 белый конь · f5 белая пешка · h5 чёрный конь · a4 белая ладья · d4 белый конь · f4 белая пешка · b3 белая пешка · e3 белая пешка · b2 белый слон · d2 белая пешка · e2 чёрная ладья · a1 чёрный слон | e8 белая ладья · g8 белый слон · a7 белый король · b7 чёрная пешка · f7 чёрный слон · a6 чёрная пешка · b6 белая пешка · f6 чёрная пешка · h6 чёрный конь · d5 чёрный король · e5 белый конь · f5 белая пешка · h5 чёрный конь · a4 белая ладья · d4 белый конь · f4 белая пешка · b3 белая пешка · e3 белая пешка · b2 белый слон · d2 белая пешка · e2 чёрная ладья · a1 чёрный слон | 2 |
| 1 | e8 белая ладья · g8 белый слон · a7 белый король · b7 чёрная пешка · f7 чёрный слон · a6 чёрная пешка · b6 белая пешка · f6 чёрная пешка · h6 чёрный конь · d5 чёрный король · e5 белый конь · f5 белая пешка · h5 чёрный конь · a4 белая ладья · d4 белый конь · f4 белая пешка · b3 белая пешка · e3 белая пешка · b2 белый слон · d2 белая пешка · e2 чёрная ладья · a1 чёрный слон | e8 белая ладья · g8 белый слон · a7 белый король · b7 чёрная пешка · f7 чёрный слон · a6 чёрная пешка · b6 белая пешка · f6 чёрная пешка · h6 чёрный конь · d5 чёрный король · e5 белый конь · f5 белая пешка · h5 чёрный конь · a4 белая ладья · d4 белый конь · f4 белая пешка · b3 белая пешка · e3 белая пешка · b2 белый слон · d2 белая пешка · e2 чёрная ладья · a1 чёрный слон | e8 белая ладья · g8 белый слон · a7 белый король · b7 чёрная пешка · f7 чёрный слон · a6 чёрная пешка · b6 белая пешка · f6 чёрная пешка · h6 чёрный конь · d5 чёрный король · e5 белый конь · f5 белая пешка · h5 чёрный конь · a4 белая ладья · d4 белый конь · f4 белая пешка · b3 белая пешка · e3 белая пешка · b2 белый слон · d2 белая пешка · e2 чёрная ладья · a1 чёрный слон | e8 белая ладья · g8 белый слон · a7 белый король · b7 чёрная пешка · f7 чёрный слон · a6 чёрная пешка · b6 белая пешка · f6 чёрная пешка · h6 чёрный конь · d5 чёрный король · e5 белый конь · f5 белая пешка · h5 чёрный конь · a4 белая ладья · d4 белый конь · f4 белая пешка · b3 белая пешка · e3 белая пешка · b2 белый слон · d2 белая пешка · e2 чёрная ладья · a1 чёрный слон | e8 белая ладья · g8 белый слон · a7 белый король · b7 чёрная пешка · f7 чёрный слон · a6 чёрная пешка · b6 белая пешка · f6 чёрная пешка · h6 чёрный конь · d5 чёрный король · e5 белый конь · f5 белая пешка · h5 чёрный конь · a4 белая ладья · d4 белый конь · f4 белая пешка · b3 белая пешка · e3 белая пешка · b2 белый слон · d2 белая пешка · e2 чёрная ладья · a1 чёрный слон | e8 белая ладья · g8 белый слон · a7 белый король · b7 чёрная пешка · f7 чёрный слон · a6 чёрная пешка · b6 белая пешка · f6 чёрная пешка · h6 чёрный конь · d5 чёрный король · e5 белый конь · f5 белая пешка · h5 чёрный конь · a4 белая ладья · d4 белый конь · f4 белая пешка · b3 белая пешка · e3 белая пешка · b2 белый слон · d2 белая пешка · e2 чёрная ладья · a1 чёрный слон | e8 белая ладья · g8 белый слон · a7 белый король · b7 чёрная пешка · f7 чёрный слон · a6 чёрная пешка · b6 белая пешка · f6 чёрная пешка · h6 чёрный конь · d5 чёрный король · e5 белый конь · f5 белая пешка · h5 чёрный конь · a4 белая ладья · d4 белый конь · f4 белая пешка · b3 белая пешка · e3 белая пешка · b2 белый слон · d2 белая пешка · e2 чёрная ладья · a1 чёрный слон | e8 белая ладья · g8 белый слон · a7 белый король · b7 чёрная пешка · f7 чёрный слон · a6 чёрная пешка · b6 белая пешка · f6 чёрная пешка · h6 чёрный конь · d5 чёрный король · e5 белый конь · f5 белая пешка · h5 чёрный конь · a4 белая ладья · d4 белый конь · f4 белая пешка · b3 белая пешка · e3 белая пешка · b2 белый слон · d2 белая пешка · e2 чёрная ладья · a1 чёрный слон | 1 |
|   | a | b | c | d | e | f | g | h |   |

Иллюзорная игра:

1...Крc5 (a) 2.Лd8 (A) (грозит 3.Кd3#/b4#/Сa3#) 
2...f:e5 3.Сa3# 
Ложный след:

1.Кc2? угроза 2.Лd8+ (A) Крc5 (a) 3.Лa5# (B)

1...Крc5 (a) 2.Лa5+ (B) Крd6 (b) 3.Сa3# (C)

1...Крd6 (b) 2.Сa3+ (C) Крd5 (c) 3.Лd8# (A)

но 1...f:e5! 
Решение:

1.Кg6! угроза 2.Лa5+ (B) Крd6 (b) 3.Лd8# (A)

1...Крc5 (a) 2.Сa3+ (C) Крd5 (c) 3.Лa5# (B)
 
1...Крd6 (b) 2.Лd8+ (A) Крc5 (a) 3.Сa3# (C)
И в ложном следе, и в решении реализовано циклическое чередование вторых и третьих ходов белых. По классификации П. Гвоздяка, в ложном следе и решении на втором ходу белых происходит цикл Шедея, на третьем — цикл Лачного. Иллюзорная игра добавляет третью перемену игры на 1...Kpc5.